# José B. Nattino
José Benito Nattino Reinoso (Paysandú, Uruguay, 21 de marzo de 1877 - Montevideo, Uruguay, 28 de abril de 1950) fue un magistrado uruguayo, miembro de la Suprema Corte de Justicia de su país entre 1942 y 1947.

## Primeros años
Nació en Paysandú el 21 de marzo de 1877, hijo de Ramón Nattino y de Eulalia Reinoso (fallecida en 1922).
Cursó estudios en la Universidad de la República, graduándose como abogado en 1906.

## Fiscal
En febrero de 1907 fue designado Agente Fiscal en Cerro Largo.
En junio de 1908 pasó a desempeñarse como Fiscal en Tacuarembó y en octubre del mismo año fue trasladado para ocupar el mismo cargo en su departamento natal, Paysandú.

## Juez Letrado

### En el interior del país
En mayo de 1914 dejó la Fiscalía e ingresó en la carrera judicial al ser nombrado Juez Letrado en Artigas.
En agosto de 1915 fue transferido como Juez Letrado a Tacuarembó.
En enero de 1921 pasó a ser Juez Letrado en Florida y menos de un mes más tarde en Canelones.

### En Montevideo
En diciembre de 1927 fue designado Juez Letrado de Instrucción de Tercer Turno en Montevideo.
En noviembre de 1928 fue designado como Juez Letrado Correccional de Primer Turno.
En marzo de 1929 fue nombrado Juez Letrado del Crimen de Segundo Turno.
En mayo de 1930 pasó a ser Juez Letrado de Comercio de Primer Turno.
Con la aprobación del Código de Organización de los Tribunales Civiles y de Hacienda en diciembre de 1933, que en su artículo 9 suprimió los Juzgados Letrados de Comercio y los transformó en Juzgados Letrados en lo Civil, el Juzgado Letrado de Comercio de Primer Turno se convirtió en Juzgado Letrado en lo Civil de Segundo Turno y Nattino continuó como su titular.

## Tribunal de Apelaciones
En diciembre de 1936 fue ascendido a ministro del Tribunal de Apelaciones en lo Civil de Tercer Turno, donde permaneció durante más de cinco años.

## Suprema Corte de Justicia
Entre abril y mayo de 1942 se produjeron dos vacantes en la Suprema Corte de Justicia por el fallecimiento de Zoilo Saldías y el retiro por límite de edad de Jaime Cibils Larravide. El presidente Alfredo Baldomir, quien el 21 de febrero había disuelto las Cámaras de Senadores y Representantes mediante un golpe de Estado, sustituyéndolas por un Consejo de Estado designado por el Poder Ejecutivo, propuso a dicho Cuerpo la designación de Nattino y Juan M. Minelli para ocupar dichos puestos.
El Consejo de Estado dio su aprobación a dichas designaciones y el Poder Ejecutivo dispuso el nombramiento de Nattino y Minelli mediante Decreto-ley luego numerado como 10.162 señalando el 28 de mayo de dicho año para su asunción del cargo.
La designación de dos ministros de la Suprema Corte de Justicia mediante Decreto-ley dictado por el Poder Ejecutivo constituyó un procedimiento sui generis, dada la situación de anormalidad institucional que por entonces atravesaba el país, y único en la historia de dicho cuerpo, pues no volvió a reiterarse luego, ya que, incluso durante la dictadura cívico-militar de 1973 a 1985, las designaciones para la Suprema Corte de Justicia se realizaron por el Consejo de Estado y luego por el Consejo de la Nación. 
Nattino ocupó la Presidencia de la Corte para el año 1946 y cesó en su cargo en marzo de 1947, al alcanzar los 70 años, edad límite establecida por la Constitución del Uruguay para el desempeño de cargos judiciales.
La vacante que dejó fue ocupada meses después por Francisco Gamarra.

## Fallecimiento
Falleció el 28 de abril de 1950, a los 73 años de edad.